# وینتون، کامبریا
وینتون (به انگلیسی: Winton) یک روستا و محله مدنی در بریتانیا است که در منطقه ادن واقع شده‌است. وینتون ۳۲۷ نفر جمعیت دارد.